# Manal (álbum)
Manal, habitualmente apodado La Bomba por su portada, es el primer álbum del grupo homónimo (Alejandro Medina, Claudio Gabis y Javier Martínez), una de las bandas fundacionales del rock argentino y la primera de blues en español en todo el mundo. Fue producido, publicado y distribuido en 1970 por el sello independiente Mandioca bajo la producción de Jorge Álvarez y Pedro Pujó.
Se grabó en los Estudios TNT al igual que otros álbumes de la época. Las sesiones de grabación se iniciaron a mediados de 1969, prolongándose hasta los primeros meses de 1970. Se registraron nueve temas, dos de los cuales fueron descartados, "El leoncito" y una versión acústica de "Blues de la amenaza nocturna", diferente a la editada en el siguiente álbum de estudio El león, aunque luego se incluyeron en el álbum doble editado en 1973 por el sello Talent, llamado también Manal.
De las siete composiciones del álbum, "Jugo de tomate" fue considerada por la crítica como una de las mejores canciones del rock argentino, la misma fue incluida en 2002 como la 20° mejor canción del rock argentino de la lista de Los 100 Hits por la revista Rolling Stone, mientras que en 2007 fue considerada por la página Rock.com.ar como la 54° mejor canción del rock argentino en su lista de Las 100 de los 40. La aclamada "Avellaneda Blues", considerada como el primer blues en español, también apareció en la lista de las "100 mejores canciones del rock argentino", en el puesto n.º 18. La canción "Una casa con diez pinos" fue incluida entre los 15 mejores mitos del rock nacional en el puesto 13.
Aunque en un principio una minoría de críticos desestimaron al álbum por el uso del castellano en las letras, Manal recibió críticas muy elogiosas en su momento, y sigue siendo considerado hasta hoy en día como uno de los mejores álbumes del rock argentino. Está calificado como el tercer mejor álbum de la historia del rock argentino en la lista de los 100 mejores elaborada por la revista Rolling Stone. Ha sido considerado uno de los pilares del rock nacional, significó además la consagración del grupo. Aunque disuelto poco después, con el pasar de los años, Manal se ha convertido en un grupo clásico y de culto del rock argentino.

## Historia
Después de que varios sellos discográficos rechazaran los demos que el grupo presentó, Alejandro Medina, Claudio Gabis y Javier Martínez conocieron en una fiesta a Jorge Álvarez (un prestigioso editor literario de la época), quien junto a Pedro Pujó (excompañero de Gabis en el Colegio Nacional Buenos Aires), fundaron el sello discográfico independiente Mandioca. Pocos días después, Álvarez y Pujó asistieron a un ensayo del trío y, entusiasmados por lo que escucharon, decidieron producirlo. Hasta entonces, el grupo era conocido en el ambiente musical y artístico como "Ricota", en alusión al trío británico integrado por Eric Clapton, Ginger Baker y Jack Bruce llamado Cream (que quiere decir 'crema' en inglés), pero ese nombre nunca fue asumido por sus miembros. Ya relacionados con Mandioca, adoptaron como nombre definitivo Manal, propuesto en un brain storming por Martínez, a partir de una deformación a la respuesta de una clásica pregunta "¿cómo viene la mano?" -es una pregunta que se hace en Argentina para saber la situación de una persona-, a lo que Martínez podría haber respondido: "La mano viene Manal".
La ideología vanguardista de Mandioca consiguió llevar al público la música y el arte del grupo. El 12 de noviembre de 1968 el trío debutó públicamente en la sala Apolo de la calle Corrientes, y durante los meses siguientes realizó varias actuaciones en clubes de los suburbios de la ciudad de Buenos Aires. En el verano de 1969 se presentó junto a Los Abuelos de la Nada en Mar del Plata, donde en algunas ocasiones Pappo se sumó al trío como segunda guitarra. Pero fue en el Festival Pinap, organizado a fines de 1969, que Manal logró su consagración. En esa época, la banda realizaba conciertos prácticamente a diario.

Fue el día más glorioso de mi vida artística. A Javier se le rompió la batería, a Alejandro se le rompió el bajo, a mí se me rompió no se qué, pero seguimos tocando y la gente deliraba. Terminamos los tres cantando en un micrófono: Alejandro con la guitarra, Javier con los palillos y yo con la armónica y la gente delirando. Manal se consagró ese día, se hizo un grupo grande. Ese día entró a la historia.
Claudio Gabis.

Producido por Mandioca, Manal grabó en octubre de 1968 su primer sencillo, "Qué pena me das", con "Para ser un hombre más" en el lado B, catalogado 001 por el sello, fue el primer material editado por Mandioca. Se trataba de un corte extraño para la época, pues los temas superaban ampliamente el límite de tres minutos de duración impuesto por las radios, el sobre que lo contenía era un costoso tríptico de elaborada gráfica (su autor fue el dibujante Daniel Melgarejo). Además, en ambas canciones Claudio Gabis utiliza un inusual sonido distorsionado en su guitarra y Javier Martínez vocaliza aullando y llevando su voz a un registro muy agudo. Según relata Martínez, durante mucho tiempo se entrenó cantando hasta en la calle, para conseguir hacerlo como un bluesman afroestadounidense, convencido de que se podía hacer blues en castellano, aunque ese género era considerado exclusivo de los negros y del idioma inglés. Este primer trabajo discográfico fue recibido por los medios con escepticismo, se difundió poco y la prensa criticó especialmente el uso del castellano en las letras. En su segundo sencillo publicado a mediados de 1969, "No pibe" con "Necesito un amor" como lado B, la banda logró un sonido más depurado y blusero, evidenciando una clara evolución técnica y de estilo en su interpretación. El corte tuvo una excelente repercusión en el público y la crítica, lo que sumado a la creciente convocatoria de sus presentaciones en vivo, decidió por fin a los productores a encarar la grabación de un álbum de larga duración, que era esperado con expectativas antes de su lanzamiento:

La Mano Larga

Después de su recital en el Instituto Di Tella, una semana atrás, uno de los mejores tríos beats argentinos, el ínclito Manal, parece dispuesto a entregar al público después de su primer simple ("Qué pena me das" y "Un hombre más") una mano más larga: materializada en long play (aún sin nombre) que tendrá celestiales temas como "Avellaneda Blues", "Voy a ver un amigo", "Una casa con diez pinos" (genial), "El León" y otros de meticulosa elaboración nacional.
Revista Pinap de abril de 1969.

Paralelamente, cuando el grupo estaba recién formado y sin un nombre formal, grabaron la banda sonora para la película Tiro de gracia, que décadas después se editó como Banda sonora de la película Tiro de gracia de forma pirata.

## Composición

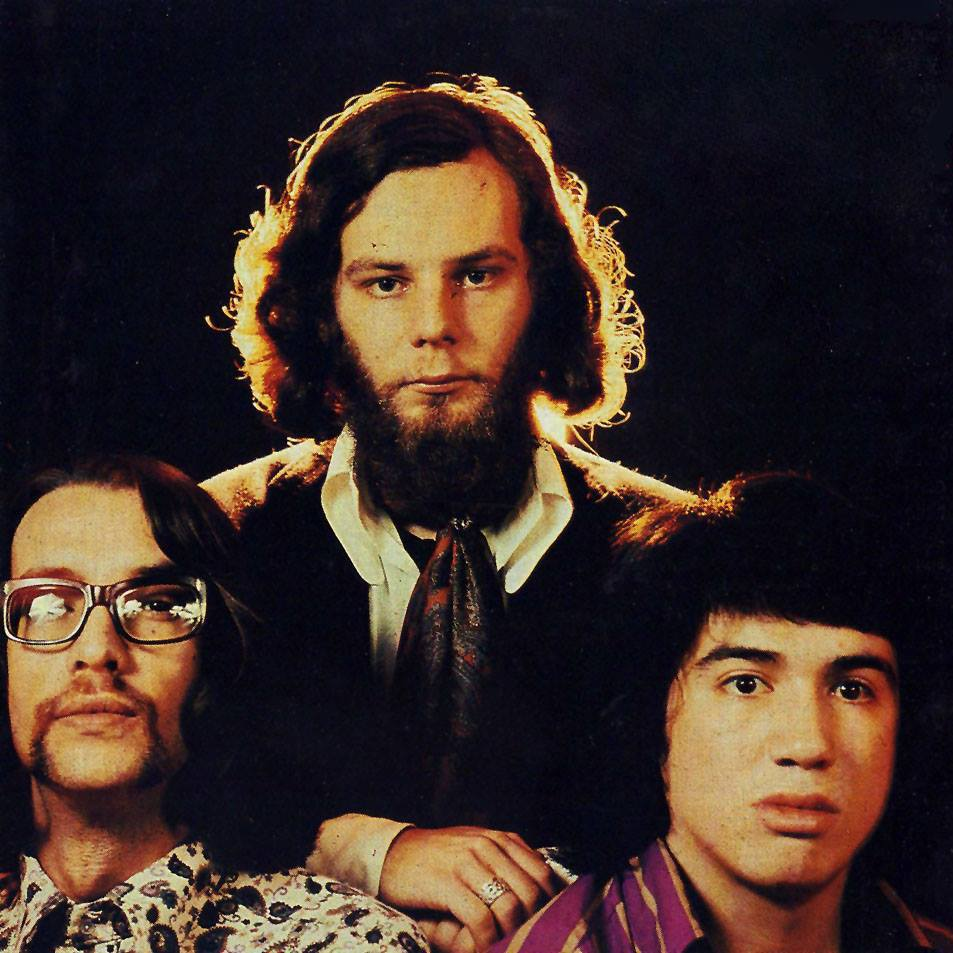
Manal: arriba Claudio Gabis, abajo Javier Martínez y Alejandro Medina.

Las sesiones de grabación se iniciaron a mediados de 1969, prolongándose hasta los primeros meses de 1970. Se registraron nueve temas, dos de los cuales fueron descartados, "El leoncito" y una versión acústica de "Blues de la amenaza nocturna", diferente a la editada en el siguiente álbum de estudio El león, aunque luego se incluyeron en el álbum doble editado en 1973 por el sello Talent, llamado también Manal.
El célebre clásico "Jugo de tomate" fue escrito por Javier Martínez durante una Navidad en La Perla del Once. El estribillo de la canción es una metáfora sobre lo que se necesita para alcanzar el éxito en la sociedad de consumo. El tema, introducido y cerrado por un riff de guitarra construido sobre la escala de blues, repite cuatro veces una forma "A-B" única de 16 compases (8 de verso sobre el acorde de A7 y 8 de estribillo en sus relativos menores B-7 y F#-7). El arreglo tiene reminiscencias del rock-blues sureño de Estados Unidos, evocando un poco el estilo de Creedence Clearwater Revival.
"Porque hoy nací" fue grabado solo por Javier Martínez (guitarra y voz) y Claudio Gabis (órgano Hammond), en una sesión a la que faltó Alejandro Medina, que se encontraba enfermo. La letra incursiona en el existencialismo y la armonía es compleja y nada convencional. El elemento más característico del tema es el uso que hace Martínez del registro grave de su voz, creando un clima mántrico que sustenta los fraseos de órgano en el solo del medio y en la coda final de la canción. Aunque inicialmente fue considerada como un demo, su originalidad convenció a músicos y productores de incluirla en el disco. En esa sesión también se grabó la versión acústica de "Blues de la amenaza nocturna", de Martínez, publicada en un álbum doble editado en 1973. En la misma Martínez canta y toca guitarra y Gabis la armónica. 
"Avenida Rivadavia" es el único tema en el que Alejandro Medina es la voz líder con reminiscencias de soul en su canto. Su arreglo combina elementos de rock y blues con un tratamiento rítmico y tímbrico propio del jazz. La secuencia armónica parte de la estructura de un blues menor, pero deriva hacia otros grados de la tonalidad. El solo de guitarra usa, como en "Avellaneda Blues", fraseología propia de ese género, y el bajo y la batería tocan en swing. En ambos temas, además, título y letra mencionan explícitamente lugares y situaciones propias de la geografía y la cotidianidad porteñas.
La letra de "Todo el día me pregunto" es una descripción del "naufragio", forma de vida propia de los tiempos en que funcionaba La Cueva. Uno de sus versos: "Para que vivo así/caminando sin parar/casi siempre sin dormir", alude a la costumbre adoptada por algunos frecuentadores del local de consumir pastillas para permanecer despiertos. Su estructura armónica es la de un blues, pero utiliza resoluciones poco habituales en cada uno de sus grados (tónica, subdominante y dominante). Al tema propiamente dicho, compuesto por Martínez (letra y música), se añadió en el arreglo un interludio instrumental compuesto por Medina y Gabis. La letra se inscribe en el clasicismo más riguroso del género blues, tanto emotiva como formalmente.
"Avellaneda Blues" es considerada la canción inicial del blues en castellano. La obra evoca imágenes de un amanecer melancólico en Avellaneda, un suburbio portuario e industrial de Buenos Aires. El tema se gestó a partir de una caminata de Claudio Gabis y Luis Gambolini por las vías de Avellaneda y Gerli. Inspirado por el paseo, Gabis compuso una secuencia armónica y un borrador inicial de la letra de la futura canción. Pocos días después, en una fiesta, le enseñó esos acordes y el borrador a su compañero Javier Martínez, quien compuso la lírica definitiva. Se trata de una forma de blues con numerosos acordes de paso, una resolución que sustituye el acorde dominante por una cadencia que desciende hacia la tónica (acordes bIII / II-7 / I) y una coda que se repite al final de cada verso (acordes I / II-7). La armonía y el arreglo son afines al jazz, con la batería llevando la base muy libre, la línea de bajo walking, y la sonoridad de la guitarra limpia, como corresponde a ese género.
"Una casa con diez pinos" está inspirada en un lugar real, una casa quinta situada en la localidad de Monte Grande, al sur de la ciudad de Buenos Aires. Con cinco pinos a cada lado de la entrada, ese inmueble había sido alquilado por Marcela Pascual (una amiga de Tanguito) al pintor Roy Macintosh, su propietario. A la casa concurrían artistas como Tanguito, Pajarito Zaguri, Pappo y Javier Martínez. Durante el día, los visitantes ocupaban el parque de una hectárea componiendo música, pintando o dibujando. Por la noche se juntaban en la casa y se mostraban sus obras. En ese contexto bohemio Martínez compuso la canción. Es la canción más dharma del álbum. Habla de escapar de la vida solitaria en la ciudad, para irse con los amigos a una casa en el campo, al margen de la sociedad. El arreglo del tema se inicia con un inusual solo de batería, tras el cual entra todo el grupo. La línea de bajo de Medina apoya y responde a la voz soulera de Martínez. La guitarra emplea también recursos propios del soul, inspirados en el estilo del guitarrista Steve Crooper. La coda final alterna un scat de Martínez con fraseos de la guitarra.

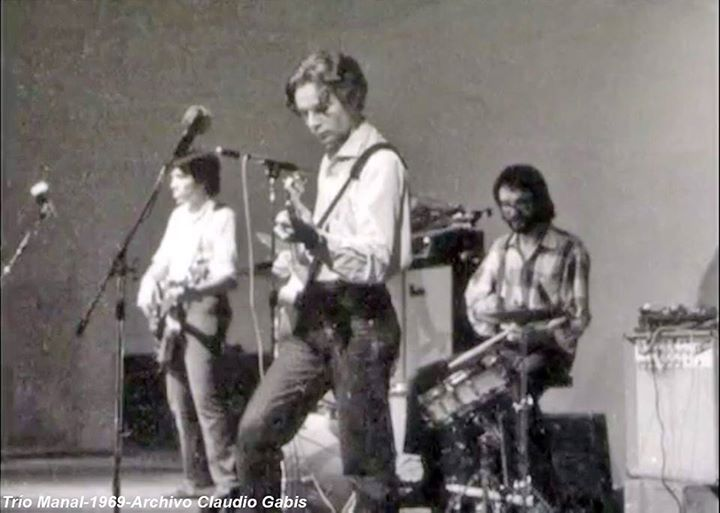
Para distorsionar su guitarra eléctrica, Claudio Gabis tanto en sus actuaciones en vivo como durante la grabación del álbum Manal, empleo un magnetófono Geloso de uso hogareño que se puede ver desarmado arriba del amplificador en la foto (1969).

Javier Martínez dice haber compuesto "Informe de un día" en la casa de Pipo Lernoud, luego de llevar dos días sin dormir. La temática de la letra tiene connotaciones existencialistas, además de hablar sobre la rutina del hombre como del intento de escarparse de la misma. La parte "A" (16 compases) explota la sonoridad bluesy de la cadencia formada por los acordes E7 (#9) y F#7 (#9); la parte "B" (8 compases) transita grados del intercambio modal. El arreglo fusiona elementos de rock duro y blues con un tratamiento rítmico propio del jazz. La base es llevada por la batería tocando en swing, acompañada por una típica línea de bajo walking, pero con sonido distorsionado. La guitarra también utiliza un timbre distorsionado, tocando notas prolongadas y haciendo uso del feed back (acople). El solo se inicia con una sección free, en la que hacen contrapunto batería y bajo sobre un tempo tácito, entrando luego el solo de guitarra sobre el ritmo ya restablecido de la base. Martínez lleva la voz líder, apoyado en los coros de los estribillos por Medina.

## Grabación
El álbum se registró, al igual que otros álbumes de rock de la época como Almendra y Los Gatos, en los Estudios TNT que se encontraban en la calle Moreno al 900, próximos a la Avenida 9 de Julio. La producción artística corrió por cuenta del grupo. Los ingenieros de grabación fueron Salvador y Tim Croatto, exmiembro de Los TNT y propietario del estudio. No existen fechas certeras acerca de la grabación del álbum, pero se estila afirmar que se logró registrar en pocas tomas, según Alejandro Medina:

Lo grabamos muy rápido porque eran temas que estaban muy ensayados y ya los veníamos tocando, porque hicimos muchos shows antes de sacar el disco, tanto que la gente ya conocía todas las canciones.
Alejandro Medina.

Se grabó a cuatro canales, empleando en "Informe de un día" y "Avellaneda Blues" el método de reducción de pistas. Claudio Gabis usó como distorsionador para su guitarra eléctrica un magnetófono Geloso monoaural de uso hogareño. Esto se lograba inyectando una señal y dejándolo "grabar al vacío" (sin cinta, registrando infinitamente), se podía obtener una señal amplificada, y aumentando considerablemente el volumen se podía obtener una distorsión.
Si bien el compositor principal de las canciones era Martínez, tanto Gabis como Medina terminaban de darle forma a las mismas con sus arreglos:

Cuando Javier traía un tema, Alejandro y yo aportábamos elementos propios. Juntos lo trabajábamos hasta dotarlo de la coloratura adecuada. Lo nuestro no pasaba por el blues a secas pues también adorábamos el jazz y el soul. En definitiva, era música negra afroamericana, porque además tenía influencias de los sonidos rioplatenses.
Claudio Gabis.

## Lanzamiento y publicaciones
Manal se editó en marzo de 1970 en Argentina en una edición en sonido monoaural y con portada gatefold, las etiquetas del disco al igual que los primeros lanzamientos del sello Mandioca, eran grises. Rápidamente durante 1970 se reeditó en una nueva edición con las etiquetas color púrpura. En Uruguay el sello Mandioca también lo editó en sonido monoaural, pero con una portada diferente que incluyó el logotipo del grupo usado en el sencillo "Qué pena me das", junto a la silueta de las tres caras de los miembros del grupo. La contratapa de esta edición era igual a la primera página de la edición argentina, con los textos de J.C. Kleimer. Según la base de datos del sitio web Discogs, Manal permaneció descatalogado por varios años. En 1984 se reeditó en cinta de casete por el sello MICSA (una subsidiaria de Microfón) como parte de una serie llamada "Festival", pero esta reedición no respeto la alineación original de las canciones (los lados están invertidos) ni la portada. En 1997 Manal fue editado por primera vez en CD por Columbia/Sony Music, con el agregado de siete pistas. Se reeditó nuevamente en CD en el año 2003 también por Columbia/Sony Music, pero solo con los siete temas originales de la edición original del álbum de 1970, esta edición se reeditó en 2008 con diferente número de catálogo. En 2016 se reeditó en formato de disco de vinilo, respetando la alineación original de las canciones, así como el arte de tapa.

### Manalálbum compilatorio
Puede llevar a la confusión fácilmente el hecho que en el lapso de 1970 a 1973 se editaron tres álbumes con el nombre del grupo: Manal es su primer trabajo de estudio editado por Mandioca en 1970, Manal editado por RCA en 1972 es una reedición de El león con la adición del sencillo "Doña Laura"/"Elena" editado por RCA, y Manal es un compilatorio doble que además de tener todas las pistas de su primer álbum de estudio, contiene los sencillos que editó Mandioca y algunas pistas inéditas.

## Portada
El álbum es conocido como La Bomba, porque su portada muestra la imagen de una bomba compuesta con las caras de los integrantes del grupo. El fondo de la portada es de un intenso color amarillo y en la esquina derecha superior figura el nombre del álbum en rojo. En la esquina opuesta se lee el nombre del sello: Mandioca. La gráfica fue obra de Rodolfo Binaghi. La contraportada es igual a la portada, solo que la bomba está al revés. El álbum se abre en dos (como si fuera un álbum doble, también conocido como tapa doble), una presentación muy lujosa en esa época. En su interior contiene fotos de la banda y datos sobre las fechas de grabación, lista de canciones y un comentario escrito por el periodista Juan Carlos Kreimer. Las fotos pertenecen a Ricardo Rodríguez. En la foto central puede verse, atrás de Javier Martínez, el póster oficial del grupo, publicado por "Mano de Mandioca", obra del fotógrafo Rodolfo Vanni. Las notas de la contratapa fueron escritas por J.C. Kleimer.
La versión uruguaya de Manal tiene una portada distinta, usando el dibujo del sencillo "Qué pena me das", junto a las caras de sus tres integrantes dibujadas sobre el humo de la chimenea, en un fondo azul claro.

## Crítica
Manal recibió críticas elogiosas y es considerado un álbum fundacional para el rock argentino, además de ser el primero de blues en castellano.
Una revisión por la revista Pelo de 1970 dio una reseña positiva y remarcó como "revelación" a Alejandro Medina por su interpretación vocal en "Avenida Rivadavia".
Una encuesta organizada por la revista Rolling Stone, situó al álbum Manal en el puesto n.º 3 en su lista de «Los Mejores 100 discos de Rock argentino».
En una reseña de 2008 el crítico Adam Baruch destacó que "la música, que fue escrita principalmente por Martínez, se realizó con pasión y mucha habilidad técnica", destacando además que: "las improvisaciones de la guitarra son a veces jazzy y siempre muy creativas. En retrospectiva, esta es una gran joya, no sólo de la escena argentina, sino de toda la historia de la música sudamericana. No perdió nada de su magia con el tiempo".
El Indio Solari,  cantante y exlíder de Patricio Rey y sus Redonditos de Ricota dijo en el concierto que brindó en el 2010: "Si consiguen el primer disco de Manal, recomiendo escuchen esos blues. No se volvió a hacer algo igual".

## Lista de canciones
Todas por Javier Martínez, excepto donde se indica.

| Lado A |                                                      |                     |          |  |
| N.º    | Título                                               | Vocalista principal | Duración |  |
| 1.     | «Jugo de tomate»                                     | Martínez            | 2:50     |  |
| 2.     | «Porque hoy nací»                                    | Martínez            | 4:30     |  |
| 3.     | «Avenida Rivadavia»                                  | Medina              | 2:54     |  |
| 4.     | «Todo el día me pregunto» (Gabis, Medina y Martínez) | Martínez            | 6:07     |  |

| Lado B |                                       |                     |          |  |
| N.º    | Título                                | Vocalista principal | Duración |  |
| 5.     | «Avellaneda Blues» (Gabis y Martínez) | Martínez            | 5:37     |  |
| 6.     | «Casa con diez pinos»                 | Martínez            | 4:18     |  |
| 7.     | «Informe de un día»                   | Martínez y Medina   | 8:04     |  |

- En la reedición de 2003 en CD de Columbia/Sony Music 2-493889, se acredita erróneamente solo a Gabis y Martínez por la composición de "Todo el día me pregunto", cuando los tres componentes del conjunto compusieron la canción.

## Créditos
Manal
- Javier Martínez: voz y batería (batería CAF, tambor Ludwig, platos Zildjian).
- Claudio Gabis: guitarras eléctricas (Fender Telecaster y Repiso), armónica, piano y órgano Hammond.
- Alejandro Medina: bajo eléctrico (Hagstrom), voz, guitarra española (Manuel Ramírez 1913), órgano Hammond y piano.

Otros
- Jorge Álvarez y Pedro Pujó: productores
- Rodolfo Binaghi: diseño de portada
- Juan Carlos Kreimer: notas de la reedición
- Ricardo Rodríguez: fotografía
- Salvador y Tim Croatto: técnicos en grabación